# Ladies Open Lausanne
Ladies Open Lausanne este un turneu profesionist de tenis feminin care se joacă în prezent la Lausanne, dar s-a jucat în mai multe orașe din Elveția. Evenimentul a fost numit WTA Swiss Open în perioada 1899–1994 și s-a jucat pe terenuri cu zgură, în aer liber. Turneul a suferit o schimbare de nume în 1986, când a fost intitulat European Open până la întreruperea sa.

## Rezutate

### Simplu
| Oraș gazdă | An        | Campion                                   | Finalist                                  | Scor                                      |
| ---------- | --------- | ----------------------------------------- | ----------------------------------------- | ----------------------------------------- |
| Gstaad     | 1969      | Françoise Dürr                            | Rosie Casals                              | 6–4, 4–6, 6–2                             |
| Gstaad     | 1970      | Rosie Casals                              | Françoise Dürr                            | 6–2, 5–7, 6–2                             |
| Gstaad     | 1971      | Françoise Dürr (2)                        | Lesley Hunt                               | 6–3, 6–3                                  |
| Gstaad     | 1972      | Kazuko Sawamatsu                          | Pam Teeguarden                            | 6–3, 4–6, 6–2                             |
| Gstaad     | 1973      | Nu s-a ținut                              | Nu s-a ținut                              | Nu s-a ținut                              |
| Gstaad     | 1974      | Helga Schultze                            | Lea Pericoli                              | 4–6, 6–4, 6–3                             |
| Gstaad     | 1975      | Glynis Coles                              | Linky Boshoff                             | 9–7, 2–6, 8–6                             |
| Gstaad     | 1976      | Michèle Gurdal                            | Gail Sherriff                             | 4–6, 6–2, 6–3                             |
| Gstaad     | 1977      | Lesley Hunt                               | Helen Gourlay                             | 4–6, 7–5, 6–1                             |
| Gstaad     | 1978      | Virginia Ruzici                           | Petra Delhees                             | 6–2, 6–2                                  |
| Gstaad     | 1979–80   | Nu s-a ținut                              | Nu s-a ținut                              | Nu s-a ținut                              |
| Lugano     | 1981      | Chris Evert                               | Virginia Ruzici                           | 6–1, 6–1                                  |
| Lugano     | 1982      | Chris Evert (2)                           | Andrea Temesvári                          | 6–0, 6–3                                  |
| Lugano     | 1983      | Anulat după a treia rundă din cauza ploii | Anulat după a treia rundă din cauza ploii | Anulat după a treia rundă din cauza ploii |
| Lugano     | 1984      | Manuela Maleeva                           | Iva Budařová                              | 6–1, 6–1                                  |
| Lugano     | 1985      | Bonnie Gadusek                            | Manuela Maleeva                           | 6–2, 6–2                                  |
| Lugano     | 1986      | Raffaella Reggi                           | Manuela Maleeva                           | 5–7, 6–3, 7–6(8–6)                        |
| Geneva     | 1987      | Chris Evert (3)                           | Manuela Maleeva-Fragnière                 | 6–3, 4–6, 6–2                             |
| Geneva     | 1988      | Barbara Paulus                            | Lori McNeil                               | 6–4, 5–7, 6–1                             |
| Geneva     | 1989      | Manuela Maleeva-Fragnière (2)             | Conchita Martínez                         | 6–4, 6–0                                  |
| Geneva     | 1990      | Barbara Paulus (2)                        | Helen Kelesi                              | 2–6, 7–5, 7–6(7–3)                        |
| Geneva     | 1991      | Manuela Maleeva-Fragnière (3)             | Helen Kelesi                              | 6–3, 3–6, 6–3                             |
| Lucerna    | 1992      | Amy Frazier                               | Radka Zrubáková                           | 6–4, 4–6, 7–5                             |
| Lucerna    | 1993      | Lindsay Davenport                         | Nicole Bradtke                            | 6–1, 4–6, 6–2                             |
| Lucerna    | 1994      | Lindsay Davenport (2)                     | Lisa Raymond                              | 7–6(7–3), 6–4                             |
| Lucerna    | 1995–2015 | Nu s-a ținut                              | Nu s-a ținut                              | Nu s-a ținut                              |
| Gstaad     | 2016      | Viktorija Golubic                         | Kiki Bertens                              | 4–6, 6–3, 6–4                             |
| Gstaad     | 2017      | Kiki Bertens                              | Anett Kontaveit                           | 6–4, 3–6, 6–1                             |
| Gstaad     | 2018      | Alizé Cornet                              | Mandy Minella                             | 6–4, 7–6(8–6)                             |
| Lausanne   | 2019      | Fiona Ferro                               | Alizé Cornet                              | 6–1, 2–6, 6–1                             |
| Lausanne   | 2020      | Anulat din cauza pandemiei de COVID-19    | Anulat din cauza pandemiei de COVID-19    | Anulat din cauza pandemiei de COVID-19    |
| Lausanne   | 2021      | Tamara Zidanšek                           | Clara Burel                               | 4–6, 7–6(7–5), 6–1                        |
| Lausanne   | 2022      | Petra Martić                              | Olga Danilović                            | 6–4, 6–2                                  |
| Lausanne   | 2023      | Elisabetta Cocciaretto                    | Clara Burel                               | 7–5, 4–6, 6–4                             |

### Dublu
| Oraș gazdă | An        | Campion                                                    | Finalist                                                   | Scor                                                       |
| ---------- | --------- | ---------------------------------------------------------- | ---------------------------------------------------------- | ---------------------------------------------------------- |
| Gstaad     | 1971      | Brenda Kirk Laura Rossouw                                  | Françoise Dürr Lea Pericoli                                | 8–6, 6–3                                                   |
| Gstaad     | 1972–73   | Nu s-a ținut                                               | Nu s-a ținut                                               | Nu s-a ținut                                               |
| Gstaad     | 1974      | Helga Schultze Lea Pericoli                                | Kayoko Fukuoka Michelle Rodríguez                          | 6–2, 6–0                                                   |
| Gstaad     | 1975      | Nu s-a ținut                                               | Nu s-a ținut                                               | Nu s-a ținut                                               |
| Gstaad     | 1976      | Betsy Nagelsen Wendy Turnbull                              | Brigitte Cuypers Annette Van Zyl                           | 6–4, 6–4                                                   |
| Gstaad     | 1977      | Helen Gourlay Rayni Fox                                    | Mary Carillo Lesley Hunt                                   | 6–0, 6–4                                                   |
| Gstaad     | 1978–80   | Nu s-a ținut                                               | Nu s-a ținut                                               | Nu s-a ținut                                               |
| Lugano     | 1981      | Rosalyn Fairbank Tanya Harford                             | Candy Reynolds Paula Smith                                 | 2–6, 6–1, 6–4                                              |
| Lugano     | 1982      | Candy Reynolds Paula Smith                                 | Joanne Russell Virginia Ruzici                             | 6–2, 6–4                                                   |
| Lugano     | 1983      | Christiane Jolissaint Marcella Mesker                      | Petra Delhees Pat Medrado                                  | 6–2, 3–6, 7–5                                              |
| Lugano     | 1984      | Christiane Jolissaint Marcella Mesker                      | Iva Budařová Marcela Skuherská                             | 6–4, 6–3                                                   |
| Lugano     | 1985      | Bonnie Gadusek Helena Suková                               | Bettina Bunge Eva Pfaff                                    | 6–2, 6–4                                                   |
| Lugano     | 1986      | Elise Burgin Betsy Nagelsen                                | Jenny Byrne Janine Thompson                                | 6–2, 6–3                                                   |
| Geneva     | 1987      | Betsy Nagelsen Elizabeth Smylie                            | Laura Gildemeister Catherine Tanvier                       | 4–6, 6–4, 6–3                                              |
| Geneva     | 1988      | Christiane Jolissaint Dianne Van Rensburg                  | Maria Lindström Claudia Porwik                             | 6–1, 6–3                                                   |
| Geneva     | 1989      | Katrina Adams Lori McNeil                                  | Larisa Neiland Natasha Zvereva                             | 2–6, 6–3, 6–4                                              |
| Geneva     | 1990      | Louise Field Dianne Van Rensburg                           | Elise Burgin Betsy Nagelsen                                | 5–7, 7–6(7–2), 7–5                                         |
| Geneva     | 1991      | Nicole Bradtke Elizabeth Smylie                            | Cathy Caverzasio Manuela Maleeva-Fragnière                 | 6–1, 6–2                                                   |
| Lucerna    | 1992      | Amy Frazier Elna Reinach                                   | Karina Habšudová Marianne Werdel                           | 7–5, 6–2                                                   |
| Lucerna    | 1993      | Mary Joe Fernández Helena Suková                           | Lindsay Davenport Marianne Werdel                          | 6–2, 6–4                                                   |
| Lucerna    | 1994      | Anulat din cauza ploii după două din sferturile de finală. | Anulat din cauza ploii după două din sferturile de finală. | Anulat din cauza ploii după două din sferturile de finală. |
| Lucerna    | 1995–2015 | Nu s-a ținut                                               | Nu s-a ținut                                               | Nu s-a ținut                                               |
| Gstaad     | 2016      | Lara Arruabarrena Xenia Knoll                              | Annika Beck Evgeniya Rodina                                | 6–1, 3–6, [10–8]                                           |
| Gstaad     | 2017      | Kiki Bertens Johanna Larsson                               | Viktorija Golubic Nina Stojanović                          | 7–6(7–4), 4–6, [10–7]                                      |
| Gstaad     | 2018      | Alexa Guarachi Desirae Krawczyk                            | Lara Arruabarrena Timea Bacsinszky                         | 4–6, 6–4, [10–6]                                           |
| Lausanne   | 2019      | Anastasia Potapova Yana Sizikova                           | Monique Adamczak Han Xinyun                                | 6–2, 6–4                                                   |
| Lausanne   | 2020      | Anulat din cauza pandemiei de COVID-19                     | Anulat din cauza pandemiei de COVID-19                     | Anulat din cauza pandemiei de COVID-19                     |
| Lausanne   | 2021      | Susan Bandecchi Simona Waltert                             | Ulrikke Eikeri Valentini Grammatikopoulou                  | 6–3, 6–7(3–7), [10–5]                                      |
| Lausanne   | 2022      | Olga Danilović Kristina Mladenovic                         | Ulrikke Eikeri Tamara Zidanšek                             | Walkover                                                   |
| Lausanne   | 2023      | Anna Bondár Diane Parry                                    | Amina Anshba · Anastasia Dețiuc                            | 6–2, 6–1                                                   |